# Palazzo Carrara
Palazzo Carrara è un edificio che si affaccia sul largo omonimo lungo la via principale del centro storico di Salerno (via dei Mercanti) immediatamente dopo la chiesa di San Gregorio.

## Vicende storiche
Non si hanno notizie certe sulla sua costruzione, viene citato in alcuni documenti del 1629 ed è appartenuto alla famiglia Capograsso.
La struttura del Palazzo Carrara corrisponde alla fisionomia del Seicento e Settecento degli edifici storici salernitani del dopo Rinascimento. Infatti ha similitudini col Palazzo Pinto, che si innalza quasi di fronte dall'altro lato della via dei Mercanti.
Nella metà del XV secolo vi soggiornò, per tre giorni, San Francesco di Paola di passaggiò in città mentre si recava a Roma: una lapide ne ricorda l'evento. Ancor oggi, nel palazzo esistono una bellissima cappella e una biblioteca privata.
L'edificio venne gravemente danneggiato dal sisma del 1980, in seguito al quale rimase abbandonato per circa un decennio; dopo un accurato restauro, è tuttora occupato da appartamenti privati.